# Merijn de Boer
Merijn de Boer (Heemstede, 7 september 1982) is een Nederlandse schrijver.

## Leven
Merijn de Boer studeerde Nederlandse taal- en letterkunde aan de Universiteit van Amsterdam en behaalde zijn doctoraal diploma met een scriptie over P.H. Ritter jr..
Gedurende negen jaar was De Boer in Amsterdam redacteur bij uitgeverij G.A. van Oorschot en van het literaire tijdschrift Tirade. Sinds enkele jaren is hij daarnaast lid van de redactieraad van het literaire tijdschrift Hollands Maandblad.
In 2011 maakte De Boer met zijn vader (jurist Jan de Boer, geboren in Suriname) en zus een reis door Suriname over de rivieren Marowijne, Sipaliwini en Lawa. De reis inspireerde hem tot de in dagboekvorm gegoten roman Het Surinamedagboek (2023).
De Boer woonde met zijn vrouw − een diplomate − in New York, Jeruzalem en Tunis. Sinds juli 2021 schrijft De Boer columns voor het weekendmagazine Tijdgeest van dagblad Trouw over zijn leven als diplomatenman en vader van drie kinderen.

## Werk
In 2011 verscheen bij uitgeverij Meulenhoff zijn verhalenbundel Nestvlieders, bestaande uit vier niet eerder gepubliceerde verhalen: 'Overal leegte', 'Balthasar Tak', 'Luchtkasteel' en 'Kraaien in de schoorsteen'. Een jaar later kreeg De Boer voor deze verhalenbundel de Lucy B. en C.W. van der Hoogtprijs 2012 toegekend.
In 2014 verscheen zijn roman De nacht, die werd genomineerd voor de AKO Literatuurprijs. Ook kwam de roman op de longlist voor de BNG Literatuurprijs.
Merijn de Boer werd in 2015 door De Volkskrant uitgeroepen tot een van de grootste literaire talenten van het Nederlandse taalgebied.
In 2016 verscheen zijn tweede roman ’t Jagthuys. In december 2016 zette het BNG Cultuurfonds deze roman op de shortlist voor de BNG Literatuurprijs.
Veel verhalen in de bundel De geur van miljoenen zijn reacties op of geïnspireerd door het werk van schrijvers die De Boer bewondert, zoals Gogol, Springer, Nabokov en Proust. Acht van de verhalen verschenen eerder in diverse magazines, vier waren nieuw.